# Pertya yakushimensis
Pertya yakushimensis là một loài thực vật có hoa trong họ Cúc. Loài này được H.Koyama & Nagam. miêu tả khoa học đầu tiên năm 1988.